# Wael Ghonim
Wael Ghonim (arabiska: وائل غنيم), född 23 december 1980 är en egyptisk internetaktivist och dataingenjör.
Under Egyptiska revolutionen 2011 under 2011 togs han tillfånga av egyptisk polis i 11 dagar då han förhördes om sin inblandning som administratör i Facebookgruppen "Vi är alla Khaled Saeed", en grupp som spädde på revolutionen i landet. Time Magazines inkluderade Wael i sin lista över de 100 mest inflytelserika personerna 2011.

## Bakgrund
Wael Ghonim föddes 23 december 1980 i Kairo, Egypten och växte upp i Abha, Saudiarabien där han bodde upp till 13 års ålder då han flyttade tillbaka till Kairo. År 2004 tog han en motsvarande kandidatexamen i datateknik vid Universitetet i Kairo, tre år senare tog han även en MBA-examen vid Amerikanska Universitetet i Kairo.
I januari 2010 blev Wael marknadschef med ansvar för Mellanöstern och Nordafrika hos Google i Dubai, Förenade Arabemiraten.

## Inblandning vid Egyptiska revolutionen 2011
2010 startade Wael Ghonim en grupp vid namn "Vi är alla Khaled Saeed" på det sociala nätverket Facebook för att stödja Khaled Saeed, en ung egyptier som hade blivit torterad till döds av egyptisk polis i Alexandria. Wael använde gruppen för att engagera och koordinera protestanter vid protesterna den 25 januari mot den då sittande regeringen. Den 14 januari släppte han ett meddelande på sidan där han frågade gruppens medlemmar om de den 25 januari skulle gå ut på gatorna och göra om det Tunisien hade gjort. Inom två timmar efter meddelandet skapade han ett evenemang på Facebook med namnet "25 januari: Revolution mot Tortyr, Korruption, Arbetslöshet och Orättvisa".
I januari 2011 övertalade Ghonim Google att låta honom få återvända till Egypten med motiveringen att han hade "personliga problem" i landet. Väl i Egypten deltog han i den Egyptiska Revolutionen men försvann den 27 januari under oroligheterna. Hans familj anmälde till den arabiska TV-kanalen Al-Arabiya att han var saknad, många bloggare försökte nå ut till folk för att hitta honom och även Google bekräftade att han var försvunnen.
Den 5 februari rapporterade Mostafa Alnagar, en egyptisk oppositionsledare, att Wael var fängslad av myndigheterna men vid liv och skulle släppas inom några timmar. Dagen efter krävde Amnesty International att egyptiska myndigheter skulle offentliggöra var Ghonim hölls och släppa honom.
Efter 11 dagars fångenskap släpptes Ghonim den 7 februari. När han släpptes deklarerade han: "Vi ska inte överge vårt krav, och det är regimens avgång." Samma dag sändes en intervju med Wael i den egyptiska TV-kanalen DreamTV. I intervjun hyllade han protestanterna och sörjde de som hade gått bort under revolutionen. Han uppmanade också tittarna att ge protestanterna mer uppmärksamhet och göra slut på Mubaraks regim. Under intervjun svor han även sin trohet till Egypten, att han aldrig skulle flytta till sin frus hemland USA och att han var beredd att dö för sin övertygelse.
I slutet av intervjun samlade han sig efter att ha talat oavbrutet i flera minuter och kommenterade gråtande över bilder på bortgångna demonstranter "Jag vill berätta för varje mor och far som har förlorat ett barn, jag är ledsen, men det här är inte vårt fel. Jag svär till Gud, det är inte vårt fel. Skulden ligger hos varje person med makt som vägrar att släppa den."
Den 9 februari talade Ghonim till massorna vid Tahrirtorget "Det här är varken individers, eller partiers, eller rörelsers tid. Det här är en tid för alla oss att säga en sak: Egypten över allt."
Ghonim intervjuades även i programmet 60 Minutes där han sade:
"Vår revolution är som Wikipedia, okej? Alla bidrar med innehåll, [men] du vet inte namnen på folket som bidrar med innehållet. Det här är exakt vad som hände. Revolution 2.0 i Egypten var exakt likadan. Alla bidrog med små delar, några bitar här och där. Vi ritade hela bilden av en revolution. Och i den bilden är ingen hjälte."
Fouad Ajami skriver om revolutionen:
"Ingen turbanbärande ayatolla steg fram för att samla folket. Det här var inte Iran 1979. En ung Googlechef, Wael Ghonim, gav kraft åt den här protesten när den kunde förlorat sitt hjärta, när den kunde dukat under för tron att den här regimen och dess ledare var ett stort, orörligt objekt. Mr. Ghonim var en modern man. Förhållandena i hans land - den svåra fattigdomen, ekonomin av plundring och korruption, de grymheter och förakt som delades ut till egyptier under livets alla skeden av en polisstat som folket hade växt ifrån och var förtvivlade över - hade gett den här unge mannen och andra som honom deras historiska rätt."

## Publicerade verk på svenska
- Revolution 2.0     (2012, Natur & Kultur)